# Mangerton
Mangerton (en irlandais : an Mhangarta) est une montagne culminant à 838 mètres d'altitude dans les monts Mangerton et surplombant Killarney dans le comté de Kerry.